# سولفاپرین
سولفاپرین(به انگلیسی: Sulfaperin یا sulfaperine) یک ضد باکتری سولفونامیدی است. 